# 13039 Awashima
13039 Awashima (1990 FK1) là một tiểu hành tinh vành đai chính được phát hiện ngày 27 tháng 3 năm 1990 bởi Kin Endate và Kazuo Watanabe ở Đài thiên văn Kitami ở Hokkaido, Nhật Bản.
It đặt tên theo a small island Awashima （粟島） ở Niigata Prefecture, ở Sea of Japan, và proposed bởi Shigemi Numazawa.